# Sint-Jacob de Meerderekerk (Gits)

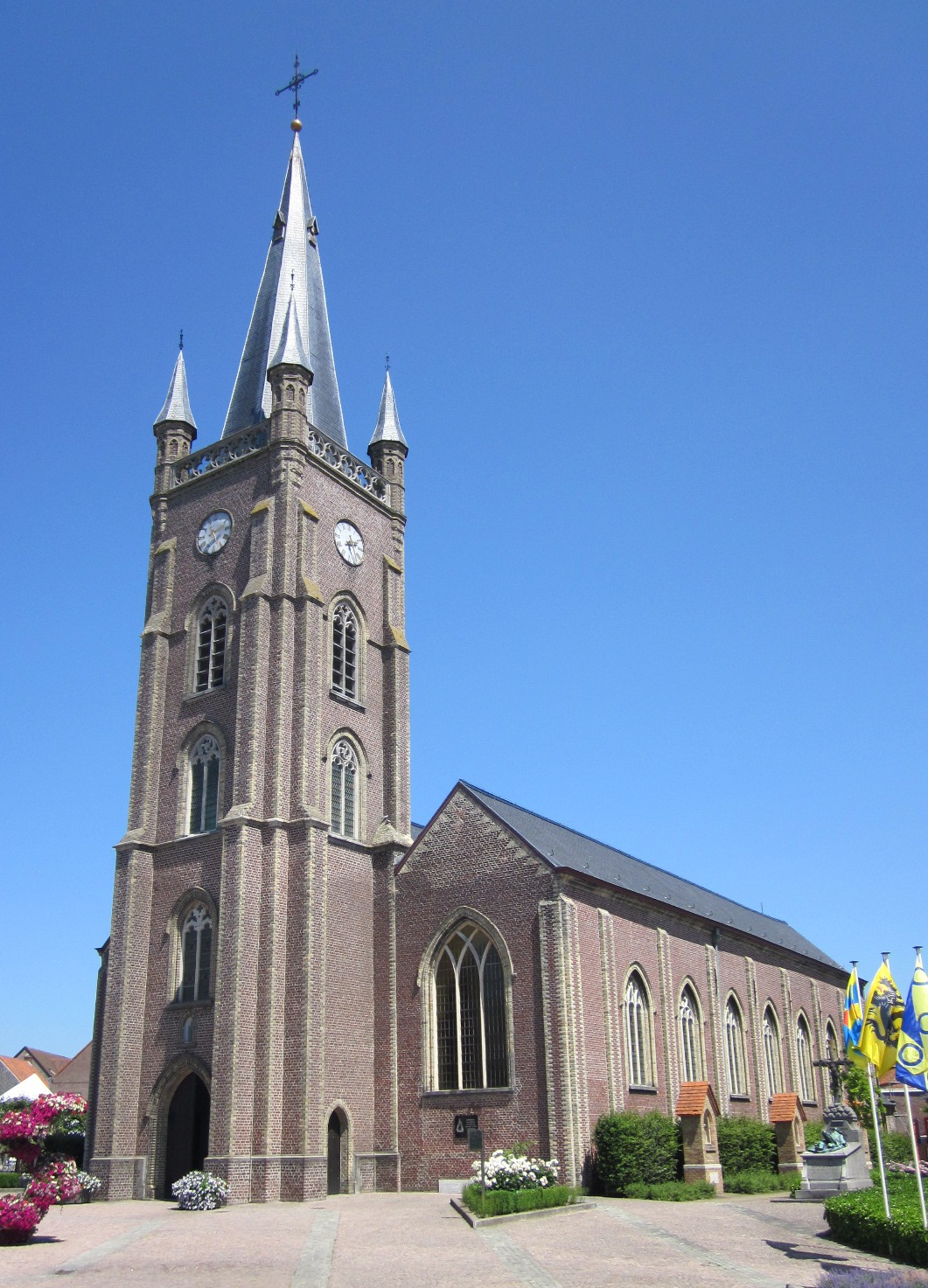
Sint-Jacob de Meerderekerk

De Sint-Jacob de Meerderekerk is de parochiekerk van de tot de West-Vlaamse gemeente Hooglede behorende plaats Gits, gelegen aan de Gitsbergstraat.

## Geschiedenis
In 1088 werd voor het eerst een kerk vermeld, waarvan het patronaatsrecht in handen was van het Sint-Pieterskapittel te Rijsel. In 1581 werd de kerk vernield door de Calvinisten, waarna herstel volgde. In 1765 werd de kerk vergroot door verlenging van de kerk in oostelijke richting en de bouw van een nieuw koor.
In 1847 werd de kerk, op enkele muurgedeelten na, afgebroken en vervangen door een nieuw kerkgebouw in neogotische stijl. In 1856 kwam deze nieuwe kerk, uitgevoerd als hallenkerk, gereed. Tijdens de Eerste Wereldoorlog, met name 1916-1917, werd de kerk door de Duitsers gebruikt als veldhospitaal, later als kazerne. Tijdens de Duitse terugtocht in 1918 werd de kerk gedeeltelijk vernield, waarbij ook de toren verwoest werd. In 1923 werd de kerk herbouwd naar oorspronkelijk model onder architectuur van Alfons De Pauw.

## Gebouw
Het betreft een driebeukige bakstenen hallenkerk met halfingebouwde westtoren welke voorzien is van vier hoektorentjes op de torentrans. Enkele muurresten van de kerk van 1765 zijn nog aanwezig.
De kerk bezit een eikenhouten communiebank van omstreeks 1750 in rococostijl met een aantal panelen waarop zich eucharistische symbolen bevinden. Ook zijn er enkele 18e-eeuwse heiligenbeelden en een schilderij voorstellende de Calvarieberg door Pieter Claeys (1608) en een Aanbidding der herders van ongeveer 1650.